# Vaux-les-Prés
Pour les articles homonymes, voir Vaux.
Vaux-les-Prés est une ancienne commune française située dans le département du Doubs, en région Bourgogne-Franche-Comté.
Le 1er janvier 2017, elle fusionne avec Chemaudin pour former la commune nouvelle de Chemaudin et Vaux.
Les habitants de Vaux-les-Prés se nomment les Vauliers et Vaulières.

## Géographie

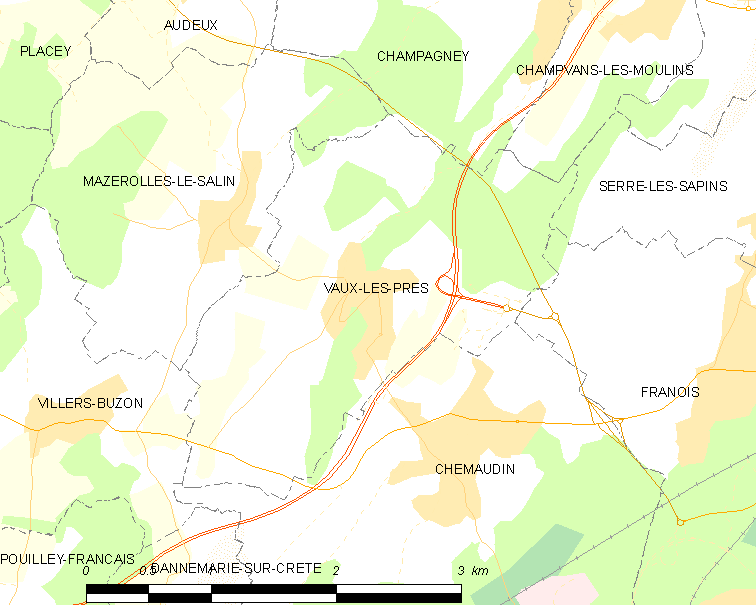
Situation de Vaux-les-Prés.

### Localisation
Vaux-les-Prés est à une dizaine de kilomètres au sud-ouest de Besançon.

### Réseau autoroutier
Il est à signaler que l'échangeur no 3 de l'autoroute A36 est situé sur le territoire communal.

### Transport
La commune est desservie par la ligne  58  du réseau de transport en commun Ginko.

## Toponymie
De Vallibus en 1185 ; Vas au XIIIe siècle ; Valx au XIVe siècle ; Vaux en 1283, 1334, 1613 ; Vaulx-lez-Audeux en 1614 ; Vaus-les-Prés depuis 1961.

## Politique et administration

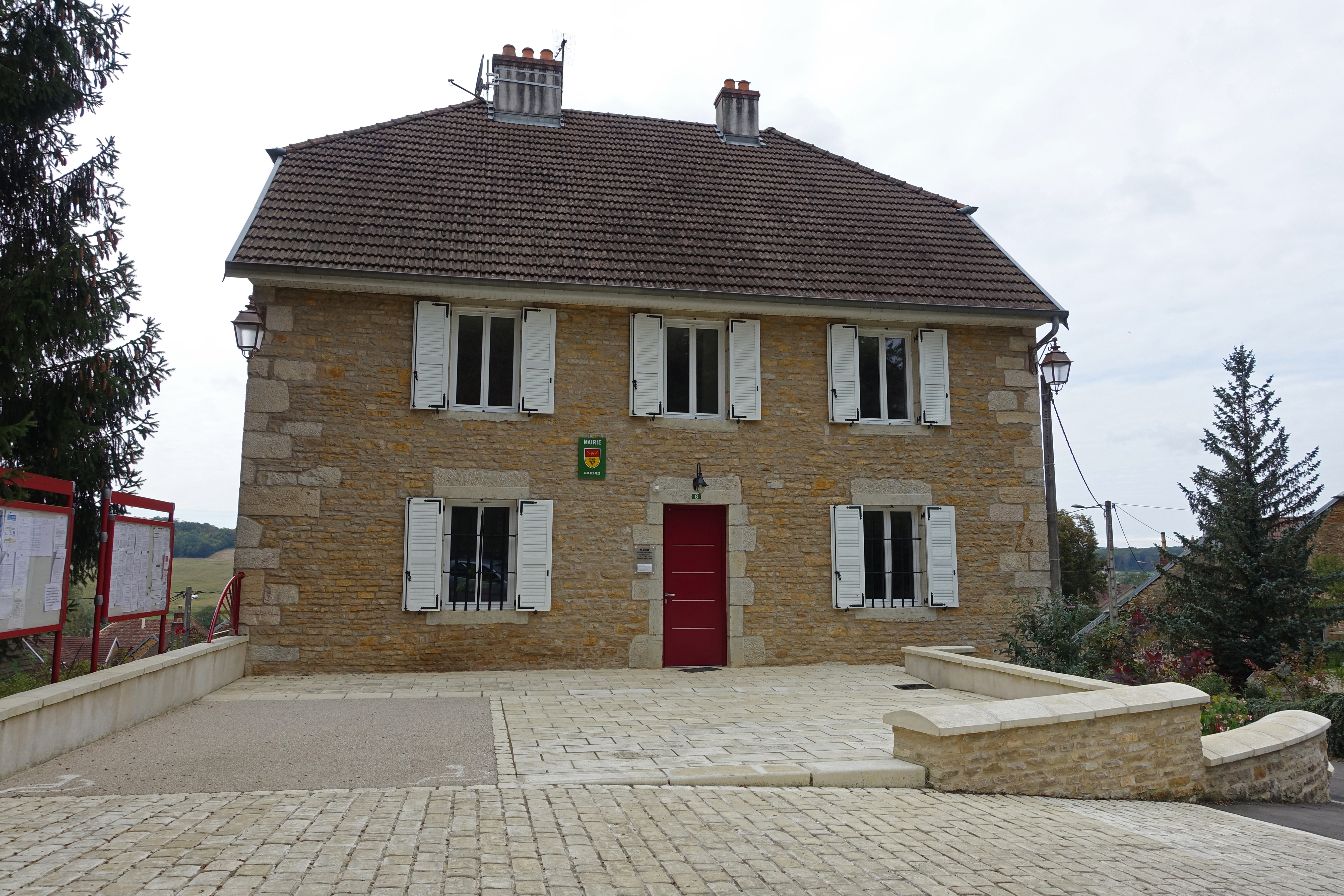
L'ancienne mairie.

### Liste des maires
| Période                                  | Période       | Identité         | Étiquette | Qualité                   |
| ---------------------------------------- | ------------- | ---------------- | --------- | ------------------------- |
| Les données manquantes sont à compléter. |               |                  |           |                           |
| mars 2008                                | décembre 2016 | Bernard Gavignet | DVG       | Entrepreneur en bâtiments |

## Population et société

### Démographie
L'évolution du nombre d'habitants est connue à travers les recensements de la population effectués dans la commune depuis 1793. À partir du 1er janvier 2009, les populations légales des communes sont publiées annuellement dans le cadre d'un recensement qui repose désormais sur une collecte d'information annuelle, concernant successivement tous les territoires communaux au cours d'une période de cinq ans. 
Pour les communes de moins de 10 000 habitants, une enquête de recensement portant sur toute la population est réalisée tous les cinq ans, les populations légales des années intermédiaires étant quant à elles estimées par interpolation ou extrapolation. Pour la commune, le premier recensement exhaustif entrant dans le cadre du nouveau dispositif a été réalisé en 2005,.
En 2014, la commune comptait 369 habitants, en évolution de +1,93 % par rapport à 2009 (Doubs : +2,04 %, France hors Mayotte : +2,49 %).
| 1793 | 1800 | 1806 | 1821 | 1831 | 1836 | 1841 | 1846 | 1851 |
| ---- | ---- | ---- | ---- | ---- | ---- | ---- | ---- | ---- |
| 298  | 299  | 275  | 236  | 241  | 248  | 249  | 221  | 210  |

| 1856 | 1861 | 1866 | 1872 | 1876 | 1881 | 1886 | 1891 | 1896 |
| ---- | ---- | ---- | ---- | ---- | ---- | ---- | ---- | ---- |
| 164  | 167  | 197  | 194  | 190  | 179  | 163  | 162  | 121  |

| 1901 | 1906 | 1911 | 1921 | 1926 | 1931 | 1936 | 1946 | 1954 |
| ---- | ---- | ---- | ---- | ---- | ---- | ---- | ---- | ---- |
| 116  | 122  | 110  | 94   | 90   | 82   | 87   | 89   | 119  |

| 1962 | 1968 | 1975 | 1982 | 1990 | 1999 | 2005 | 2010 | 2014 |
| ---- | ---- | ---- | ---- | ---- | ---- | ---- | ---- | ---- |
| 124  | 136  | 183  | 223  | 251  | 345  | 357  | 360  | 369  |

## Culture locale et patrimoine

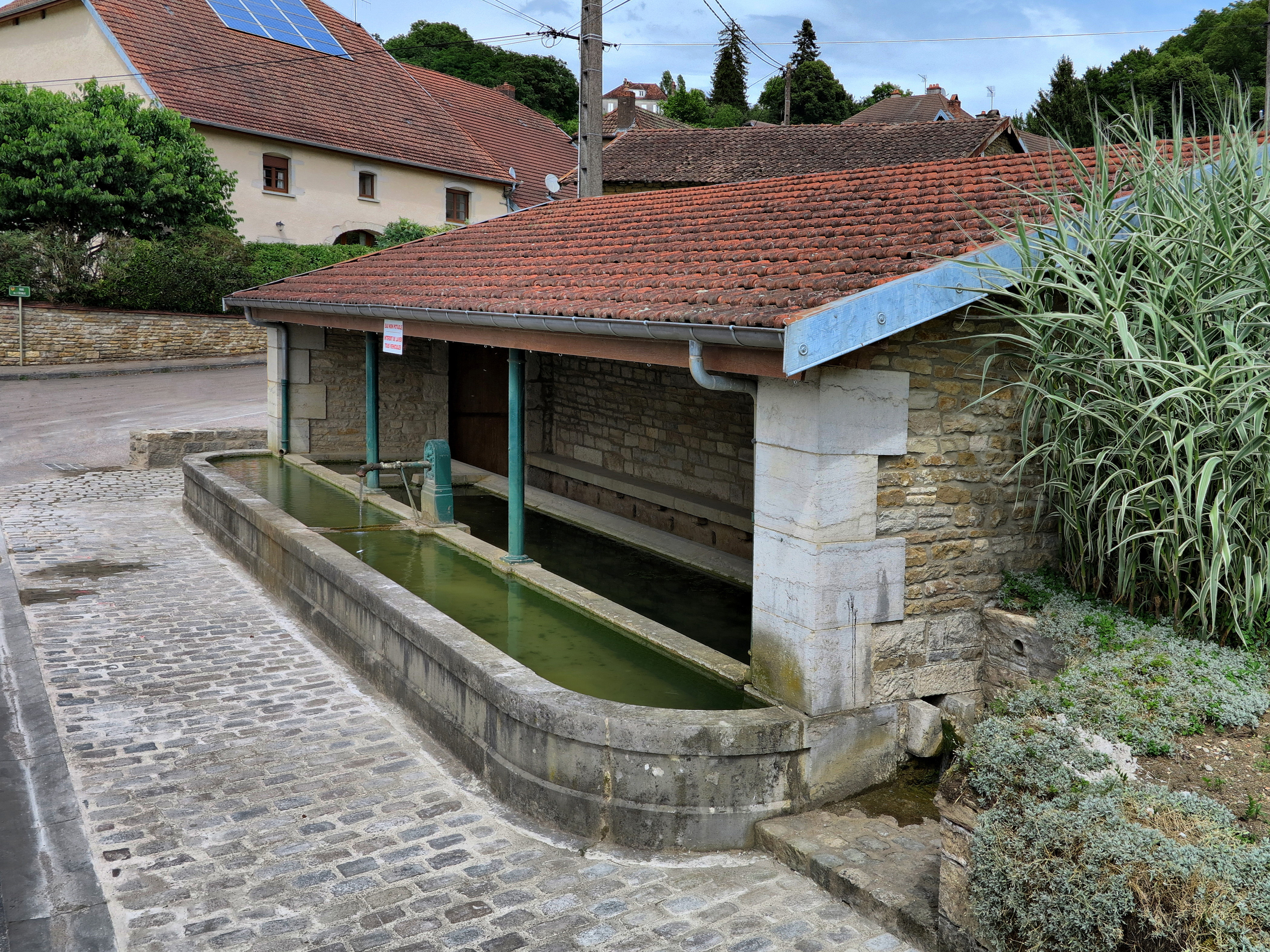
Le lavoir-abreuvoir.

### Lieux et monuments
- Lavoir-abreuvoir.
- Grotte de Vaux-les-Prés[9].

### Héraldique
| Blason de Vaux-les-Prés | Blason  | D'or au cep de vigne au naturel; au chef de gueules chargé d'une ruche d'or accostée de deux abeilles volantes du même celle de dextre en barre, celle de senestre en bande. |
| Blason de Vaux-les-Prés | Détails | Le statut officiel du blason reste à déterminer. |